# Grumento Nova
Grumento Nova é uma comuna italiana da região da Basilicata, província de Potenza, com cerca de 1.837 habitantes. Estende-se por uma área de 66,17 km², tendo uma densidade populacional de 28 hab/km². Faz fronteira com Marsicovetere, Moliterno, Montemurro, Montesano sulla Marcellana (SA), Sarconi, Spinoso, Tramutola, Viggiano.

## Demografia
| Variação demográfica do município entre 1861 e 2011                               |
|                                                                                   |
| Fonte: Istituto Nazionale di Statistica (ISTAT) - Elaboração gráfica da Wikipedia |